# Мумоло, Энни
Энни Мумоло (англ. Annie Mumolo, род. 10 июля 1973, Ирвайн, штат Калифорния) — американская сценаристка, продюсер, актриса и комедиантка, которая достигла наибольшей известности благодаря сценарию к фильму «Подружки невесты», за который была номинирована на премии «Оскар», BAFTA и награду «Гильдии сценаристов США» за «Лучший оригинальный сценарий».
Мумуло является членом знаменитой импровизационной труппы The Groundlings. Как актриса она появилась в нескольких фильмах, таких как «Колдунья», «Подружки невесты» и в предстоящей комедии «Это сорок». Она также озвучила несколько анимационных мультфильмов.

## Награды
- Премия Ассоциации кинокритиков Вашингтона за лучший оригинальный сценарий — «Подружки невесты» (номинация)
- Премия Гильдии сценаристов США за лучший оригинальный сценарий — «Подружки невесты» (номинация)
- Премия BAFTA за лучший оригинальный сценарий — «Подружки невесты» (номинация)
- Премия «Оскар» за лучший оригинальный сценарий — «Подружки невесты» (номинация)